# Живомир Младеновић
Живомир Младеновић (10. септембар 1910, Доњи Љубеш – 14. март 2010, Београд) био је књижевни историчар и књижевни критичар, професор и преводилац.

## Биографија
Живомир Младеновић је рођен 10. септембра 1910. године у Доњем Љубешу (Алексинац) где је похађао основну школу. Седам разреда гимназије завршио је у Алексинцу, а осми са испитом зрелости 1930. у Крушевцу. За време гимназијског школовања песме и приповетке објављивали су му Наша искра, Венац и Вентури. У алексиначкој гимназији награђени су му првим наградама приповетка Бегунци (1927), роман Последњи сусрет (1928), спев Безумник и драма Душица (1929).
Дипломирао је 1934. године на Филозофском факултету у Београду историју југословенске књижевности и српскохрватски језик, са помоћним предметима национална историја, чешки и немачки језик. По завршетку прве године студија (1931), добио је "летњу" стипендију Чехословачке за усавршавање у Прагу. За време студија у три маха је добио највишу "краљевску" светосавску награду за књижевне студије Борисав Станковић (1931), Лаза Костић (1933) и Родољубље у југословенској књижевности (1934). Школске 1936/37. године са стипендијом Француске био је на постдипломским студијама у Паризу (Сорбона) .
За доктора филозофских наука промовисан је на Београдском универзитету 1940. године са тезом Младост Јована Скерлића. Након Другог светског рата радио је у Институту за књижевност САНУ, а потом прешао у Одбор за народне умотворине при САНУ, где је провео свој радни век, до пензионисања, као научни саветник. 
За време студија на универзитету почео се бавити књижевном критиком и књижевном историјом. Претежно је проучавао живот и рад Вука Караџића, Лазе Костића, Симе Матавуља, Јована Скерлића и усмено народно стваралаштво. Рад на народној књижевности и заоставштини Вука Караџића један је од његових најважнијих доприноса науци, а резултирао је приређивањем заоставштине Српских народних пјесама Вука Караџића у пет томова (САНУ, 1973-1974), од којих V том обухвата "особите пјесме и поскочице", тј. еротску народну поезију, која је овде први пут публикована. Након одбрањене тезе о Јовану Скерлићу 1940, наставио је да се бави његовим радом, објавивши 1998. године књигу Живот и дело Јована Скерлића. О Сими Матавуљу, Јакову Игњатовићу, Миловану Глишићу и њиховим сувременицима, објављује 2007. године студију Српски реалисти. Поред наведеног, опсесивна тема Живомира Младеновића био је и Лаза Костић и он је на том пољу дошао до важних података. Истражујући архивску грађу и пратећи преписку Лазе Костића, открио је његову четврту драму под називом Окупација, у којој Костић наговештава окупацију Босне и Херцеговине.
Похађао је наставу италијанског језика и књижевности на Ђеновском универзитету у Санта Маргарети (1968), предавао је на Универзитету у Кембриџу 1970/71. године, а са Фулбрајтовом стипендијом одржао је током 1976. године низ предавања из историје српске књижевности и народне поезије широм Сједињених Америчких Држава (Флорида, Беркли, Индијана, Харвард, Колумбија).
Са својим рефератима учествовао је на бројним конгресима и научним скуповима у земљи и иностранству - на конгресу Савеза фолклориста Југославије у Бару, Вараждину, Зајечару, Бледу, Охриду, Ужицу, Мостару, Цетињу, Новом Винодолском, Цељу, Дојрану, Призрену, Игалу, Поречу, Бовецу, Сутомору; на многим славистичким (Софија, Праг, Варшава) и балканолошким (Софија, Атина, Букурешт) конгресима; на међународном конгресу антрополошких и етнографских наука у Москви 1964; на међунардоним симпозијумима балканског фолклора у Охриду; на међународном ономастичком конгресу у Берну; на међународним научним састанцима слависта у Вукове дане у Београду; на научном скупу интердисциплинарног проучавања Његоша у Приштини и на међународном научном скупу ЦАНУ  "Краљ Никола - личност, дијела и вријеме" у Подгорици 1998. Његови радови објављивани су у стручним часописима и зборницима на нашем и страним језицима, у земљи и иностранству. Учествовао је на разлиитим научним скуповима и међународним конгресима у Чехословачкој, Француској, Грчкој, Аустрији, Бугарској, Русији, Енглеској, Пољској, Швајцарској и САД.

Проф. др Славица Гароња Радованац (Проф. др Живомир Младеновић, Политика, 20. март 2011):
Докторанд код Павла Поповића, аутор прве тезе о Јовану Скерлићу, проф. др Живомир Младеновић је живео тачно колико и епоха којој је припадао – читав век. Рођен у години када је умро Лаза Костић (1910), а симболично, своје последње дело, посветио је управо овом великом српском песнику које је изашло постхумно, неколико месеци након његовог стотог рођендана (2011). (...) Оно, међутим, чиме је међу бројним делима, Ж. Младеновић трајно задужио српску науку, јесте рад на објављивању целокупне заоставштине Вука Стефановића Караџића, коју је Српска академија наука и уметности објавила у пет књига 1973-4, са његовом обимном уводном студијом. Друго животно дело је његова студија Српски реалисти, из 1947, а које је у својој десетој деценији живота интегрално објавио (2007). Експерт за српски реализам, откривалац непознате драме Лазе Костића "Окупација" (1977), и врстан фолклориста, који нас је задужио капиталним пројектом објављивања Вукове заоставштине и другим књигама из народне књижевности, као научник прошао је за живота без и једне награде са Вуковим именом (постхумно плакета Вукове Задужбине, 2011).
Из рецензије проф. др Душана Иванића (Српски реалисти, Београд, 2007):
Младеновић има живо осјећање за податак, књижевноисторијски контекст, вриједност и смисао биографских и културноисторијских чињеница. Проучавање српског реализма обогаћује се књигом једног од најбољих познавалаца ове епохе.
Проф. др Миодраг Радовић (предавање Живот за дело Младеновић Живомира у оквиру циклуса Великани науке у лимбу заборава, 2016):
Већина научника се бави трансфером, открића су врло ретка, она спадају у сферу хеуристике, а хеуристичара у науци има јако мало. Један од тих ретких хеуристичара који је задужио српску науку је и Живомир Младеновић.
Био је професор III и VII мушке гимназије у Београду (1935—1944), шеф секције за штампу и ратни дописник IV космајске и II пролетерске бригаде Шесте личке дивизије на сремском фронту, организатор наставе и наставник омладинског батаљона I а затим III армије (1944—1946), дебатни стенограф и уредник Стенографских бележака Већа народа Народне скупштине Југославије (1946—1948), асистент и научни сарадник Института за проучавање књижевности Српске академије наука, а затим научни саветник и секретар њеног Одбора за народну књижевност (1948—1976).
Оженио се др Оливером Младеновић (рођеном Јурковић), нашом познатом научницом из области етнологије и етнокореологије.

## Дела
- Младост Јована Скерлића, Београд (1940), награда Српске академије наука COBISS.RS Архивирано на веб-сајту  (22. април 2021)
- Фјодор Глатков, Заклетва, Београд (1949), превод са руског COBISS.RS Архивирано на веб-сајту  (22. април 2021)
- Лаза Костић у српској дипломатској служби, Београд (1951) COBISS.RS Архивирано на веб-сајту  (22. април 2021)
- Избор Лазе Костића за члана Српског ученог друштва и Академије наука, Београд (1952) COBISS.RS Архивирано на веб-сајту  (22. април 2021)
- Из породичне преписке Симе Матавуља, Нови Сад (1955) COBISS.RS Архивирано на веб-сајту  (22. април 2021)
- Вуково писмо кнезу Милошу од 12/24. априла 1832, Београд (1961) COBISS.RS Архивирано на веб-сајту  (22. април 2021)
- Трагедија "Максим Црнојевић" и њен рукопис, Београд (1964) COBISS.RS Архивирано на веб-сајту  (22. април 2021)
- Вук Караџић и Матица српска, Београд (1965) COBISS.RS Архивирано на веб-сајту  (22. април 2021)
- Рукописи народних песама Вукове збирке и њихово издавање, Београд (1973) COBISS.RS Архивирано на веб-сајту  (22. април 2021)
- Српске народне пјесме : из необјављених рукописа Вука Стефановића Караџића, Београд (1973/74), у пет томова, од којих V том обухвата еротску народну поезију, која је овде први пут публикована. COBISS.RS Архивирано на веб-сајту  (22. април 2021)
- Непозната драма Лазе Костића, Београд (1977) COBISS.RS Архивирано на веб-сајту  (22. април 2021)
- Трагања за Вуком, Београд (1987) COBISS.RS Архивирано на веб-сајту  (22. април 2021)
- Лаза Костић, Трагедије Архивирано на веб-сајту  (22. април 2021) и Комедије Архивирано на веб-сајту  (22. април 2021), Нови Сад (1989), као приређивач за Сабрана дела Лазе Костића у издању Матице српске
- Живот и дело Јована Скерлића, Београд (1998) COBISS.RS Архивирано на веб-сајту  (22. април 2021)
- Необјављене песме Вука Караџића, Београд (2004) COBISS.RS Архивирано на веб-сајту  (22. април 2021)
- На изворима народне песме, Београд (2005) COBISS.RS Архивирано на веб-сајту  (22. април 2021)
- Српски реалисти, Београд (2007) COBISS.RS Архивирано на веб-сајту  (22. април 2021)
- Лаза Костић живот и књижевна дела, Београд (2011) COBISS.RS Архивирано на веб-сајту  (22. април 2021)